# Charing Cross 84
Charing Cross 84 (ang. 84 Charing Cross Road) – brytyjsko-amerykański melodramat z 1987 roku w reżyserii Davida Hugh Jonesa, zrealizowany na podstawie autobiograficznej książki Helen Hanff.
W rolach głównych wystąpili Anthony Hopkins, Anne Bancroft i Judi Dench. Anne Bancroft za swą rolę otrzymała w 1988 r. nagrodę BAFTA.

## Fabuła
Historia korespondencji między londyńskim antykwariuszem i nowojorską pisarką, która przeradza się w niezwykłą przyjaźń.
Akcja toczy się w, trudnych dla Europy, latach powojennych, kiedy to jedzenie i inne dobra, nawet w Anglii były na kartki. W USA dóbr materialnych było pod dostatkiem, za to rzadkie książki trzeba było sprowadzać zza oceanu. Pisarka Helen Hanff zamawia książki w małym londyńskim antykwariacie, którego reklamę znajduje w czasopiśmie literackim. Antykwariat, prowadzony przez Franka Doela, zatrudnia kilkoro pracowników, stanowiących małą rodzinę. Korespondencja rozwija się przez ponad dwadzieścia lat, w czasie których Helen korespondencyjnie zaprzyjaźnia się z Frankiem, jego żoną i pracownikami. Przez ocean płyną nie tylko listy z zamówieniami, ale także opisy życia rodzinnego, dobre rady, a także paczki świąteczne (zamawiane w Danii przez Helen, dla Franka i pracowników antykwariatu w Londynie). Kiedy Helen decyduje się w końcu odwiedzić Londyn, Frank już nie żyje, a w antykwariacie pozostały jedynie meble.